# Karel Cejp
Karel Cejp (ur. 22 lutego 1900 w Rokycanach, zm. 22 września 1979 tamże) – czeski botanik i mykolog.
Urodził się w rodzinie rolników. Od 1919 do 1923 studiował nauki przyrodnicze i geografię na Wydziale Nauk Przyrodniczych Uniwersytetu Karola w Pradze. Był tu uczniem profesora Josefa Velenovskiego. W 1923 uzyskał tytuł doktora nauk przyrodniczych, a jego rozprawa dotyczyła porównawczej morfologii roślin wyższych. Następnie objął stanowisko asystenta w Instytucie Botaniki Uniwersytetu Karola. Od 1926 zaczął też studiować mykologię. W 1933 habilitował się na stanowisku profesora nadzwyczajnego, w 1948 został mianowany profesorem zwyczajnym. W tym roku także został redaktorem naczelnym czasopisma Czech Mycology. Był też jednym z autorów projektu Flora ČSR.
Przy nazwach naukowych utworzonych przez niego taksonów standardowo dodawane jest jego nazwisko Cejp (zobacz: lista skrótów nazwisk botaników i mykologów).

## Publikacje
- Květena strašických Brd (Rokycany, Městské museum, 1924).
- Příspěvek k srovnávací morfologii dimerických květů (Praha, Přírodovědecká fakulta, F. Řivnáč, 1924).
- Revise středoevropských druhů skupiny Mycena-Omphalia se zvláštním zřetelem k druhům československým. Dvoudílná monografická studie. (Praha, Přírodovědecká fakulta, F. Řivnáč, 1929 a 1930).
- Monographie des Hydnacées de la République Tchécoslovaque. (Praha, Bulletin international de l’Académie des Sciences de Bohême, 1930).
- Atlas hub evropských, svazek IV. Omphalia (Fr.) Quél. Kalichovka; Delicatula Fayod. Žebernatka (Praha, nákladem vlastním, 1936 a 1938).
- Základy všeobecné, speciální fytopathologie. Pro posluchače biologické fakulty (Praha, SPN, 1953).
- Houby. Dvousvazková celostátní vysokoškolská učebnice. (Praha, ČSAV, 1957 a 1958).
- Flora ČSR, Gasteromycetes. Spoluautoři Z. Moravec, A. Pilát, Z. Pouzar, V. J. Staněk, M. Svrček, S. Šebek, F. Šmarda (Praha, ČSAV, 1958).
- Flora ČSR, Oomycetes (Praha, ČSAV, 1959)[1]